# Альбурт Лев Осипович
Лев Осипович Альбурт (нар. 21 серпня 1945, Оренбург) — американський, раніше радянський (український) шахіст, гросмейстер (1977). Триразовий чемпіон України з шахів 1972, 1973 та 1974 років. Триразовий чемпіон США 1984, 1985 та 1990 років.

## Кар'єра
Народився у м. Оренбург, нині Росія. З трирічного віку до 1979 року проживав в Одесі. Закінчив фізичний факультет Одеського університету. Два роки навчався в аспірантурі.
За період 1972—1974 років тричі поспіль ставав чемпіоном УРСР, повторивши аналогічне досягнення Ісаака Болеславського (1938—1940 рр.) та Юхима Геллера (1957—1959 рр.).
У 1976 році здобув звання міжнародного майстра, в 1977 — міжнародного гросмейстера.
Зіграв в 5-ти чемпіонатах СРСР, найвище досягнення — поділ 5-7 місць у чемпіонаті СРСР 1974 року, що проходив у Ленінграді.
У 1979 році, виступаючи у складі збірної СРСР на міжнародному турнірі у ФРН, попросив політичний притулок, після чого переїхав до США, оселившись у Нью-Йорку.
Тричі ставав чемпіоном США в 1984, 1985 та 1990 роках, срібним призером 1986 року.
У складі збірної США — двічі бронзовий призер шахових олімпіад 1982 та 1984 років.
У 1986 році зіграв матч з чемпіоном Великої Британії Джонатоном Спілменом, який закінчився з рахунком 4-4 (+2-2=4).
У 1994 році закінчив активні виступи та зайнявся тренерською діяльністю. В 2004 році отримав титул — заслужений тренер ФІДЕ. Автор багатьох книг про шахи.

## Турнірні результати

### Результати виступів у чемпіонатах України
Лев Альбурт зіграв у 5 фінальних турнірах чемпіонатів України, набравши при цьому 49½ очка із 73 можливих.
| Рік  | Місто           | Турнір                 | +  | − | =  | Результат | Місце  |
| ---- | --------------- | ---------------------- | -- | - | -- | --------- | ------ |
| 1967 | Київ            | 36-й чемпіонат України | 6  | 3 | 4  | 8 з 13    | 6 — 16 |
| 1970 | Київ            | 39-й чемпіонат України | 4  | 3 | 10 | 9 з 17    | 10     |
| 1972 | Одеса           | 41-й чемпіонат України | 7  | 1 | 9  | 11½ з 17  | Gold   |
| 1973 | Дніпропетровськ | 42-й чемпіонат України | 11 | 2 | 0  | 11 з 13   | Gold   |
| 1974 | Львів           | 43-й чемпіонат України |    |   |    | 10 з 13   | Gold   |

### Результати виступів у чемпіонатах СРСР та США
| Рік  | Місто        | Турнір              | + | −  | =  | Результат | Місце   |
| ---- | ------------ | ------------------- | - | -- | -- | --------- | ------- |
| 1967 | Харків       | 35-й чемпіонат СРСР | 6 | 3  | 4  | 8 з 13    | 18 — 26 |
| 1972 | Баку         | 40-й чемпіонат СРСР | 3 | 10 | 8  | 7 з 21    | 22      |
| 1974 | Ленінград    | 42-й чемпіонат СРСР | 3 | 1  | 11 | 8½ з 15   | 5 —7    |
| 1975 | Єреван       | 43-й чемпіонат СРСР | 1 | 4  | 10 | 6 з 15    | 12      |
| 1977 | Ленінград    | 45-й чемпіонат СРСР | 0 | 5  | 10 | 10½ з 15  | 16      |
| 1981 |              | 28-й чемпіонат США  | 4 | 6  | 4  | 6 з 14    | 10      |
| 1983 |              | 29-й чемпіонат США  | 3 | 4  | 6  | 6 з 13    | 8       |
| 1984 |              | 30-й чемпіонат США  | 9 | 1  | 7  | 12½ з 17  | Gold    |
| 1985 |              | 31-й чемпіонат США  | 7 | 1  | 5  | 9½ з 13   | Gold    |
| 1986 |              | 32-й чемпіонат США  | 7 | 3  | 5  | 9½ з 15   | Silver  |
| 1988 |              | 34-й чемпіонат США  | 4 | 5  | 2  | 5 з 11    | 11      |
| 1989 |              | 35-й чемпіонат США  | 1 | 7  | 7  | 4½ з 15   | 15      |
| 1990 |              | 36-й чемпіонат США  | 8 | 1  | 5  | 10½ з 14  | Gold    |
| 1991 | Лос-Анджелес | 37-й чемпіонат США  | 2 | 3  | 0  | 2 з 5     | 1/8     |

### Інші турніри
| Рік        | Місто       | Турнір                  | + | − | = | Результат | Місце |
| ---------- | ----------- | ----------------------- | - | - | - | --------- | ----- |
| 1976       | Одеса       | міжнародний турнір      | 5 | 1 | 8 | 9 з 14    | 3     |
| 1978       | Бухарест    | міжнародний турнір      | 7 | 1 | 7 | 10½ з 15  | 1     |
|            | Київ        | міжнародний турнір      | 6 | 4 | 5 | 8½ з 15   | 5     |
| 1980       | Вейк-ан-Зее | 42-й міжнародний турнір | 5 | 3 | 5 | 7½ з 13   | 6     |
| 1980/ 1981 | Гастінгс    | 56-й міжнародний турнір | 5 | 3 | 7 | 8½ з 15   | 4     |
| 1981       | Сантьяго    |                         | 3 | 2 | 5 | 5½ з 10   | 10    |
| 1982       | Рейк'явік   | 10-й міжнародний турнір | 7 | 1 | 3 | 8½ з 11   | 1     |
| 1983/ 1984 | Гастінгс    | 59-й міжнародний турнір | 4 | 6 | 3 | 5½ з 13   | 11    |
| 1985       | Таско       | Міжзональний турнір     | 3 | 4 | 8 | 7 з 15    | 8     |
| 1986       | Рейк'явік   | міжнародний турнір      | 5 | 2 | 4 | 7 з 11    | 5 —7  |
| 1987       | Суботиця    | Міжзональний турнір     | 2 | 6 | 7 | 5½ з 15   | 13    |

## Результати виступів на шахових олімпіадах
Лев Альбурт у складі збірної США — дворазовий бронзовий призер шахових олімпіад 1982 та 1984 років.
Всього він виступив на трьох шахових олімпіадах, зігравши загалом 25 партій, в яких набрав 14 очок (+9-6=10), що становить 56,0 % можливих очок.
| Рік  | Турнір                | Місто    | Збірна | Дошка | Рейтинг | + | = | − | Результат | % очок | Турнірний рейтинг | Командне місце | Особисте місце |
| ---- | --------------------- | -------- | ------ | ----- | ------- | - | - | - | --------- | ------ | ----------------- | -------------- | -------------- |
| 1980 | 24-а шахова олімпіада | Валлетта | США    | 1     | 2515    | 4 | 3 | 3 | 5½ з 10   | 55,0   | 2536              | 4              | 27             |
| 1982 | 25-а шахова олімпіада | Люцерн   | США    | 3     | 2565    | 2 | 3 | 2 | 3½ з 7    | 50,0   | 2499              | Bronze         |                |
| 1984 | 26-а шахова олімпіада | Салоніки | США    | рез   | 2455    | 3 | 4 | 1 | 5 з 8     | 62,5   | 2525              | Bronze         | 13             |

## Зміни рейтингу
| На цьому місці має відображатися графік чи діаграма, однак з технічних причин його відображення наразі вимкнено. Будь ласка, не видаляйте код, який викликає це повідомлення. Розробники вже працюють для того, щоби відновити штатне функціонування цього графіка або діаграми. | |
| | На цьому місці має відображатися графік чи діаграма, однак з технічних причин його відображення наразі вимкнено. Будь ласка, не видаляйте код, який викликає це повідомлення. Розробники вже працюють для того, щоби відновити штатне функціонування цього графіка або діаграми. |